# Handballwoche
Die Handballwoche ist die größte europäische Handball-Zeitschrift. Sie erscheint einmal wöchentlich (dienstags), mit 52 Ausgaben im Jahr. Die Handballwoche wird vom Schleswig-Holsteinischen Zeitungsverlag herausgegeben. Der Hauptsitz des Verlages ist Flensburg. Die Redaktion der Handballwoche sitzt seit 2022 in Norderstedt.
Schwerpunktthemen der Handballwoche sind die Handball-Bundesliga der Männer und Frauen sowie beide deutsche Handball-Nationalmannschaften. Daneben gibt es Kurzberichte aus den Spielklassen bis zur Oberliga.
Einmal im Jahr wählen die Leser der Handballwoche den Handballer des Jahres.
Die Zeitschrift erschien erstmals 1954 und hat eine Auflage von ca. 14.000 Exemplaren. Chefredakteur ist Olaf Bruchmann.
2019 wurde die Handballwoche als beste Sportfachzeitschrift beim Deutschen Sportjournalistenpreis ausgezeichnet. In der gleichen Kategorie belegte sie 2017 den zweiten Rang, 2015 wählten Deutschlands Spitzensportler die Handballwoche zur besten Sportfachzeitschrift außerhalb des Fußballs und 2014 wurde das Magazin mit dem Sian Rowland Media Award für seine Berichterstattung im internationalen Handball von der Europäischen Handball-Föderation ausgezeichnet.
Die Zeitschrift erscheint wöchentlich im attraktiven Magazinformat und richtet sich an alle Handballer (Aktive wie Spieler und Trainer, Funktionäre und Manager, wie auch an alle Fans). Sie ist die wöchentliche Pflichtlektüre in diesem Sport. Die Handballwoche erfüllt alle Ansprüche eines modernen Wochenmagazins und wird mit viel Leidenschaft von absoluten Fachjournalisten Woche für Woche konzipiert. Die Zeitschrift besticht durch exklusive Hintergründe, Stories und Interviews in hochwertigem und zeitgemäßem Layout, die weit über die allgemeine Ergebnis-Berichterstattung hinausgehen. Zudem informieren umfangreiche und exklusive Statistiken den Handball-Fan.